# Liste rumänischer Schachspieler
Die Liste rumänischer Schachspieler enthält Schachspieler, die für den rumänischen Schachverband spielberechtigt sind oder waren und mindestens eine der folgenden Bedingungen erfüllen:
- Träger einer der folgenden FIDE-Titel: Großmeister, Ehren-Großmeister, Internationaler Meister, Großmeisterin der Frauen, Ehren-Großmeisterin der Frauen, Internationale Meisterin der Frauen;
- Träger einer der folgenden ICCF-Titel: Großmeister, Verdienter Internationaler Meister, Internationaler Meister, Großmeisterin der Frauen, Internationale Meisterin der Frauen;
- Gewinn einer nationalen Einzelmeisterschaft;
- eine historische Elo-Zahl von mindestens 2500 (vor Einführung der Elo-Zahl im Juli 1971).

## A
- Adolf Albin (1848–1920), historischer Meister
- Maria Albuleț (1932–2005), Großmeisterin der Frauen, rumänische Meisterin der Frauen
- Gheorghe-Gicǎ Alexandrescu (* 1906, † ?), rumänischer Meister
- Valentin Anghel (* 1975), Internationaler Meister
- Dumitru Anițoaie (1960–2007), Internationaler Meister
- Aurel Anton (1928–2015), Internationaler Fernschachmeister
- Teodor Anton (* 1991), Internationaler Meister
- George-Catalin Ardelean (* 1981), Internationaler Meister
- Alin Ardeleanu (* 1964), Internationaler Meister
- Jules Armas (* 1955), Internationaler Meister[1]

## B
- Bela Badea (* 1969), Großmeister, rumänischer Meister
- Ion Bălănel (* 1926), Internationaler Meister, rumänischer Meister
- Tamas-Kristof Balla (* 1984), Internationaler Meister
- János Balogh (1892–1980), rumänischer Meister, Fernschachgroßmeister[2]
- Constantin Baluta (* 1949), Internationaler Meister
- Alexandru-Bogdan Banzea (* 2000), Internationaler Meister
- Daniel Baratosi (* 1988), Internationaler Meister
- Abraham Baratz (1895–1975), historischer Meister[3]
- Dan Barbulescu (* 1964), Internationaler Meister
- Vlad-Victor Barnaure (* 1986), Internationaler Meister, rumänischer Meister
- Gertrude Baumstark (1941–2020), Internationale Meisterin der Frauen, rumänische Meisterin der Frauen[4]
- Otiliu-Octavian Berechet (* 1962), Internationaler Meister
- Alin Berescu (* 1980), Großmeister, rumänischer Meister
- Mihai-Eugen Bida (* 1990), Internationaler Meister
- Ioan Biriescu (* 1953), Internationaler Meister, rumänischer Meister
- Sandor Biro (* 1957), Internationaler Meister
- Dan Bogdan (* 1972), Internationaler Meister
- Andreea Bollengier (1975–2021), Internationale Meisterin der Frauen[5]
- Radu Breahnã (* 1965), Internationaler Fernschachmeister
- Mihai Breazu (* 1929), Fernschachgroßmeister
- Miklos Bródy (1877–1949), historischer Meister
- Irina Bulmaga (* 1993), Internationaler Meister, Großmeisterin der Frauen[6]
- Nicolae-Costel Burnoiu (* 1981), Internationaler Meister
- Corneliu Bușu (1946–2015), Internationaler Meister
- Alexandru Butunoi (1972–2010), Internationaler Meister

## C
- Ana-Cristina Calotescu (* 1983), Großmeisterin der Frauen
- Viorel Călugăru, Internationaler Fernschachmeister
- Cristian Câmpian (* 1975), Internationaler Fernschachmeister
- Gheorghe Candea (* 1944), Internationaler Meister
- Lucian-Catalin Carmaciu (* 1980), Internationaler Meister
- Vadim Chernov (* 1963), Internationaler Meister[7]
- Iudita Chiricuță (* 1957), Internationale Meisterin der Frauen
- Ioan-Cristian Chirilă (* 1991), Großmeister
- Ioan Călin Chiru (* 1975), Verdienter Internationaler Meister im Fernschach
- Daniel Cincă, Verdienter Internationaler Meister im Fernschach
- Andrei-Nestor Cioară (* 1971), Internationaler Meister
- Camelia-Adriana Ciobanu (* 1985), Internationale Meisterin der Frauen
- Victor Ciocâltea (1932–1983), Großmeister, rumänischer Meister
- Gheorge Ciolac (* 1956), Internationaler Meister
- Alessia-Mihaela Ciolacu (* 2004), Internationale Meisterin der Frauen, rumänische Meisterin der Frauen
- Sorin-Marius Ciucurel, Verdienter Internationaler Meister im Fernschach
- Elena-Luminița Cosma (* 1972), Großmeisterin der Frauen, rumänische Meisterin der Frauen
- Ioan Cosma (* 1965), Internationaler Meister
- Mihnea Costachi (* 2000), Internationaler Meister
- Eugen Costea (* 1921), Internationaler Fernschachmeister
- Viorel Crăciuneanu, Internationaler Fernschachmeister

## D
- Mircea Dabija (1936–2016), Internationaler Fernschachmeister
- Vladimir Danilov (* 1974), Internationaler Meister
- Alexandru-Vasile David (* 1997), Internationaler Meister
- Bogdan-Daniel Deac (* 2001), Großmeister, rumänischer Meister
- Valer-Vasile Demian (1934–2018), Internationaler Fernschachmeister
- Paul Diaconescu (1929–1997), Fernschachgroßmeister
- Claudiu-Cristian Dobre (* 1985), Internationaler Meister
- Vladimir Doncea (* 1986), Internationaler Meister
- Angela Dragomirescu (* 1973), Internationale Meisterin der Frauen, rumänische Meisterin der Frauen
- Robin-Alexandru Dragomirescu (* 1993), Internationaler Meister
- Dolfi Drimer (1934–2014), Internationaler Meister
- Dragos-Nicolae Dumitrache (* 1964), Internationaler Meister, rumänischer Meister
- Dragos-Nicolae Dumitrescu (* 1977), Internationaler Meister

## E
- Constantin Enescu, Internationaler Fernschachmeister
- Cristian-Ion Epure, Verdienter Internationaler Meister im Fernschach
- Stefan Erdélyi (1905–1968), Internationaler Meister, rumänischer Meister
- Aurel-Gheorghe Erdeuş (1938–2015), Internationaler Meister

## F
- Lucian Filip (* 1981), Internationaler Meister
- Tudor Flondor (* 1929), rumänischer Meister
- Mihail Florea, Verdienter Internationaler Meister im Fernschach
- Andrei-Costel Florean (* 1978), Internationaler Meister[8]
- Codrut-Constantin Florescu (* 1968), Internationaler Meister
- Cristina-Adela Foișor (1967–2017), Internationaler Meister, Großmeisterin der Frauen, rumänische Meisterin der Frauen
- Mihaela-Veronica Foișor (* 1994), Internationale Meisterin der Frauen
- Ovidiu-Doru Foișor (* 1959), Internationaler Meister, rumänischer Meister
- Sabina-Francesca Foișor (* 1989), Großmeisterin der Frauen[9]

## G
- David Gavrilescu (* 2003), Internationaler Meister
- Gabriel Georgescu (* 1953), Internationaler Meister
- Tiberiu-Marian Georgescu (* 1991), Großmeister
- Florin Gheorghiu (* 1944), Großmeister, rumänischer Meister
- Eugenia Ghindă (1950–2010), Internationale Meisterin der Frauen, rumänische Meisterin der Frauen
- Mihail-Viorel Ghindă (1949–2023), Internationaler Meister, rumänischer Meister
- Theodor Ghițescu (1934–2008), Ehrengroßmeister, Internationaler Meister, rumänischer Meister
- Dumitru Ghizdavu (* 1949), Internationaler Meister[10]
- Ion Glodeanu (* 1953), Internationaler Meister
- Elena Grabovieţchi, rumänische Meisterin der Frauen
- Gabriel-Andrei Grecescu (* 1986), Internationaler Meister
- George-Gabriel Grigore (* 1970), Großmeister
- Nicolae-Petre Grigore (* 1978), Internationaler Meister
- Mihai-Lucian Grünberg (* 1976), Internationaler Meister, rumänischer Meister
- Sergiu-Henric Grünberg (* 1947), Internationaler Meister, rumänischer Meister
- Boris Gusan (* 1963), Verdienter Internationaler Meister im Fernschach

## H
- Lidia Habermann-Giuroiu, rumänische Meisterin der Frauen
- Ivan Halic (1910–1978), rumänischer Meister
- Adina-Maria Hamdouchi (* 1979), Großmeisterin der Frauen[11]

## I
- Traian Ichim (1905–1974), rumänischer Meister
- Neboisa Illijin (* 1942), Internationaler Meister
- Constantin Ionescu (1958–2024), Großmeister, rumänischer Meister
- Doru-Alexandru Ionescu (* 1971), Internationaler Meister
- Irina Ionescu (* 1973), Großmeisterin der Frauen, rumänische Meisterin der Frauen[12]
- Mihai Ionescu (* 1962), Internationaler Meister
- Viorica Ionescu (* 1960), Internationale Meisterin der Frauen
- Iulia-Ionela Ionică (* 1980), Großmeisterin der Frauen, rumänische Meisterin der Frauen
- Cristina Iosif (* 1968), Internationale Meisterin der Frauen
- Mariana Ioniţa (* 1962), rumänische Meisterin der Frauen
- Andrei Istrățescu (* 1975), Großmeister, rumänischer Meister[13]
- Boris Itkis (* 1952), Internationaler Meister[14]

## J
- Otilia Jahn (* 1968), Internationale Meisterin der Frauen[15]
- Vlad-Cristian Jianu (* 1984), Großmeister, rumänischer Meister
- Ligia-Letitia Jicman (* 1956), Internationale Meisterin der Frauen, rumänische Meisterin der Frauen
- Margareta Juncu (* 1950), Großmeisterin der Frauen, rumänische Meisterin der Frauen

## K
- Zsolt Karacsony (* 1980), Verdienter Internationaler Meister im Fernschach
- Alfred Kertesz (* 1944), Internationaler Meister[16]

## L
- Stefan Lakatos, Internationaler Fernschachmeister
- Alina l’Ami (* 1985), Internationaler Meister, Großmeisterin der Frauen
- Szidónia Lázárné-Vajda (* 1979), Internationaler Meister, Großmeisterin der Frauen[17]
- Mircea-Sergiu Lupu (* 1962), Großmeister[18]
- Smaranda Lupu (* 1967), Internationale Meisterin der Frauen[19]
- Constantin Lupulescu (* 1984), Großmeister, rumänischer Meister

## M
- Augustin Madan (* 1986), Internationaler Meister
- Alexandru Madea (* 1981), Internationaler Meister
- Zsuzsa Makai (1945–1987), Internationale Meisterin der Frauen[20]
- Marina Makropoulou (* 1960), Großmeisterin der Frauen, rumänische Meisterin der Frauen[21]
- Tiberiu Manescu (* 1986), Internationaler Meister
- Marius Manolache (* 1973), Großmeister
- Rodica Manolescu (1911–1996), rumänische Meisterin der Frauen
- Ioan Marasescu (* 1958), Internationaler Meister
- Irina-Luiza Marin (* 1970), Internationale Meisterin der Frauen, internationale Fernschachmeisterin der Frauen
- Mihail Marin (* 1965), Großmeister, rumänischer Meister
- Gheorghe Martin, Internationaler Fernschachmeister
- Cornel Matei, Verdienter Internationaler Meister im Fernschach
- Gabriel Mateuta (* 1980), Internationaler Meister
- Emil Mende, Internationaler Fernschachmeister
- Eleonora Antonia Mihai (1948–2020), Internationale Fernschachmeisterin der Frauen
- Laura Cristina Mihai (* 1973), internationale Fernschachmeisterin der Frauen
- Alexandra van der Mije (1940–2013), Großmeisterin der Frauen, rumänische Meisterin der Frauen[22]
- Romeo-Sorin Milu (* 1967), Internationaler Meister, rumänischer Meister
- Lucian-Costin Miron (* 1987), Großmeister
- Gabriel Miulescu (* 1949), Internationaler Meister
- Gheorghe Mititelu (* 1934), historischer Meister
- Octavian Moise (* 1959), Verdienter Internationaler Meister im Fernschach
- Corina Moldovan (* 1983), Internationale Meisterin der Frauen
- Daniel Moldovan (* 1971), Internationaler Meister
- Marius Moraru (* 1977), Internationaler Meister
- Mariana Mosnegutu (* 1979), Internationale Meisterin der Frauen
- Ervin Mózes (* 1946), Internationaler Meister
- Andrei Murariu (* 1986), Großmeister

## N
- Edgar Nacht (* 1931), Internationaler Fernschachmeister
- Miron Nacu (* 1938), Internationaler Fernschachmeister
- Ciprian-Costică Nanu (* 1977), Großmeister
- Catalin Navrotescu (* 1967), Internationaler Meister[23]
- Liviu Neagu (* 1978), Verdienter Internationaler Meister im Fernschach
- Adrian Negulescu (* 1961), Internationaler Meister, rumänischer Meister
- Francisc Nemeth (* 1978), Internationaler Meister
- Vladislav Nevednichy (* 1969), Großmeister, rumänischer Meister[24]
- Malina Nicoara (* 1969), Internationale Meisterin der Frauen[25]
- Liviu-Dieter Nisipeanu (* 1976), Großmeister, rumänischer Meister[26]
- Dana Nutu-Gajic (* 1957), Großmeisterin der Frauen, rumänische Meisterin der Frauen[27]

## O
- Gabriela Olărașu (* 1964), Großmeisterin der Frauen, rumänische Meisterin der Frauen
- Dorel Oltean (* 1957), Internationaler Meister

## P
- Ioana-Smaranda Pădurariu (* 1987), Internationale Meisterin der Frauen, rumänische Meisterin der Frauen[28]
- Mircea Pârligras (* 1980), Großmeister, rumänischer Meister
- Charles Partos (1936–2015), Internationaler Meister, rumänischer Meister[29]
- Mircea Pavlov (* 1937), Internationaler Meister
- Gheorghe Pepene (* 1948), Internationaler Fernschachmeister
- Corina-Isabela Peptan (* 1978), Internationaler Meister, Großmeisterin der Frauen, rumänische Meisterin der Frauen
- Margareta Perevoznic (1936–2021), Internationale Meisterin der Frauen, rumänische Meisterin der Frauen
- Nad-Titus Petre (* 1976), Internationaler Meister
- Adrian-Marian Petrisor (* 1992), Internationaler Meister
- Mariana-Camelia Plass (* 1969), Fernschachgroßmeisterin der Frauen
- Elisabeta Polihroniade (1935–2016), Großmeisterin der Frauen, rumänische Meisterin der Frauen
- Toma Popa (1908–1962), rumänischer Meister
- Daniel-Dorin Popescu (* 1972), Internationaler Meister
- Zeno Proca (1906–1936), historischer Meister

## R
- Valentin Raceanu (* 1983), Internationaler Meister
- Corvin Radovici (1931–2017), Internationaler Meister
- Ecaterina Radovici, Internationaler Fernschachmeisterin der Frauen
- Constantin Radulescu (1940–1996), Internationaler Meister
- Jovana Rapport (* 1992), Großmeisterin der Frauen[30]
- Richárd Rapport (* 1996), Großmeister[31]
- Rodica Reicher (* 1934), Internationale Meisterin der Frauen, internationale Fernschachmeisterin der Frauen
- Dorian Rogozenco (* 1973), Großmeister[32]
- Gheorghe Rotariu (1933–2018), Fernschachgroßmeister

## S
- Vladimir Sălceanu (1934–2016), Verdienter Internationaler Meister im Fernschach
- Sergiu Samarian (1923–1991), Internationaler Fernschachmeister[33]
- Mihaela Sandu (* 1977), Großmeisterin der Frauen
- Raul Schmidt (* 1982), Internationaler Meister
- Gabriel Schwartzman (* 1976), Großmeister[34]
- Alexandru Sorin Segal (1947–2015), Internationaler Meister[35]
- Petre Vlad Seimeanu (* 1917), rumänischer Meister
- Florin Șerban, Fernschachgroßmeister
- Miron Sferle, Verdienter Internationaler Meister im Fernschach
- Silvia-Raluca Sgîrcea (* 1989), Internationale Meisterin der Frauen
- Kirill Shevchenko (* 2002), Großmeister, rumänischer Meister[36]
- Heinrich Silbermann, rumänischer Meister
- Veturia Simu, internationale Fernschachmeisterin der Frauen
- Iulian Sofronie (* 1974), Internationaler Meister, rumänischer Meister
- Bela Soos (1930–2007), Internationaler Meister[37]
- Parik Stefanov (* 1954), Internationaler Meister
- Valentin Stoica (* 1950), Internationaler Meister
- Madalina Stroe (* 1968), Internationale Meisterin der Frauen[38]
- Mihai Șubă (* 1947), Großmeister, rumänischer Meister[39]
- Mihai Suta (1931–1996), Internationaler Fernschachmeister
- Gergely-Andras-Gyula Szabo (* 1983), Großmeister
- Julius Szabo (* 1933), historischer Meister
- Stefan Szabo (1911–1954), historischer Meister
- Iolanda Szathmary, rumänische Meisterin der Frauen
- Rankó Szuhanek (* 1974), Internationaler Meister[40]

## T
- Gheorghe Telbis (* 1940), Internationaler Fernschachmeister
- Margareta Teodorescu (1932–2013), Großmeisterin der Frauen, rumänische Meisterin der Frauen
- Vlad Tomescu (* 1970), Internationaler Meister
- Octavio Troianescu (1916–1980), Internationaler Meister, rumänischer Meister
- Alexandru Tyroler (1891–1973), rumänischer Meister

## U
- Emil Ungureanu (1936–2012), Internationaler Meister
- Aurel Urzicǎ (* 1952), Internationaler Meister, rumänischer Meister

## V
- Volodia Vaisman (1937–2023), Internationaler Meister[41]
- Albert Vajda (* 1976), Internationaler Meister
- Levente Vajda (* 1981), Großmeister
- Marius Văluţanu, Verdienter Internationaler Meister im Fernschach
- Cristina-Valeria Vasiesiu (* 1976), Internationale Meisterin der Frauen
- Dan Vasiesiu (* 1967), Internationaler Meister
- Lucian-Mihail Vasilescu (* 1962), Internationaler Meister
- Bogdan-Gabriel Vioreanu (* 1984), Internationaler Meister
- Decebal Vlad (* 1971), Internationaler Meister
- Carmen Voicu-Jagodzinsky (* 1981), Großmeisterin der Frauen
- Costel Voiculescu, Fernschachgroßmeister
- Daniel Volovici (* 1958), Internationaler Fernschachmeister

## W
- Iozefina Werle (* 1989), Großmeisterin der Frauen[42]

## Z
- Constantin Zarnescu (* 1939), Internationaler Meister